# Radio télévision libre des Mille Collines
La Radio télévision libre des Mille Collines (RTLM) est une station de radio privée rwandaise, qui a émis du 8 juillet 1993 au 31 juillet 1994. Le média devient l'un des instruments de propagande en diffusant sans discontinuer sur les ondes durant trois mois des discours incitant à l'exécution du génocide des Tutsi en 1994.

## Histoire

### Création
Au début des années 1990, les canaux de communication radiophoniques sont restreints incluant principalement la station publique Radio Rwanda et Radio Muhabura, la station du FPR (Front patriotique rwandais). En 1992, Radio Rwanda tombe aux mains d'extrémistes Hutu qui diffusent une propagande haineuse. Sur ordre de Ferdinand Nahimana, Radio Rwanda diffuse une fausse information : les Tutsi auraient prétendument établi une liste de personnalités hutues à abattre. Cette fake news provoque les massacres du Bugesera. À cause de son rôle dans ces massacres, Ferdinand Nahimana est congédié de Radio Rwanda, sans autre sanction. Par la suite, il fonde la Radio télévision libre des mille collines (RTLM). Les premières réunions préparatoires à la Radio télévision libre des Mille Collines, réunissant des proches du président Habyarimana, ont lieu en juillet 1992. Ils créent la RTLM en avril 1993. Félicien Kabuga participe au financement du média en collaboration avec la Fondation Konrad-Adenauer pour un budget total de 3 millions de francs français soit plus de 450 000 euros,. La RTLM compte une cinquantaine d'actionnaires, tous membres de l'Akazu un groupe de Hutu radicaux dirigé par Agathe Habyarimana, la femme du président.
L'organisation est dirigée par Ferdinand Nahimana. Le secrétaire du comité exécutif, et considéré comme le numéro 2, est Jean Bosco Barayagwiza.

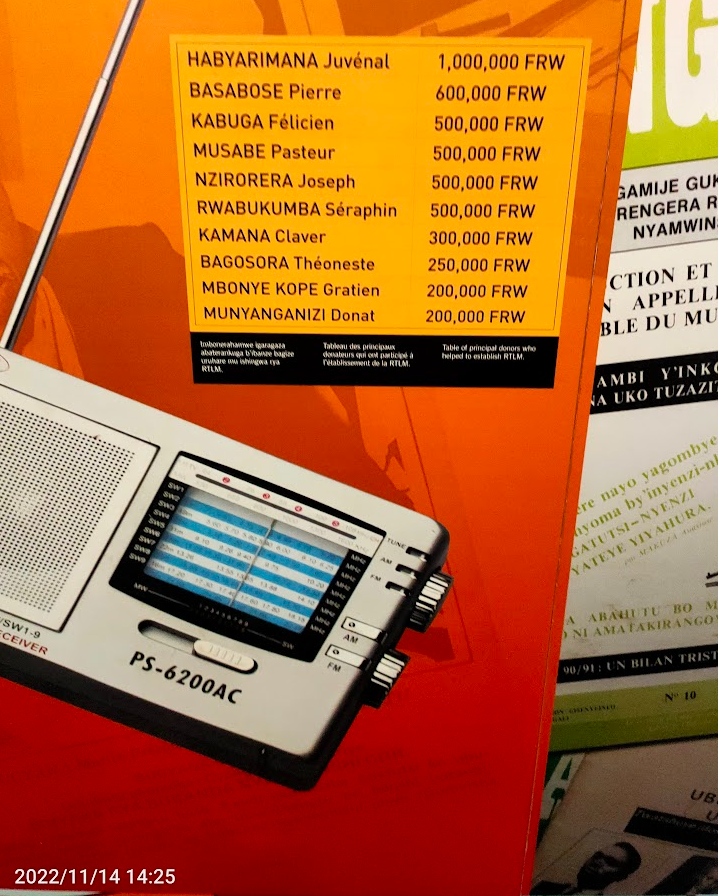
Principaux donateurs à l'établissement de la RTLM

Elle a pour but de proposer une alternative à Radio Rwanda, la radio d'État, qui, depuis avril 1992, avait pris ses distances avec le parti du Président, le MRND. Elle cherche à diffuser l'idéologie du Hutu Power, en réponse à l'influence grandissante que prenait la radio du Front patriotique rwandais.
Dans un contexte culturel où l'oralité prédomine, la radio est le média le plus puissant au Rwanda, la télévision et la presse écrite étant moins accessibles (et le taux d'illettrisme étant élevé dans certaines zones). Le taux d'équipement de la population est alors d'un poste de radio pour 10 à 15 personnes.
Elle est installée en face du palais présidentiel et commence à émettre le 8 juillet 1993, d'abord sur la région de Kigali, puis progressivement sur l'ensemble du Rwanda et le nord du Burundi. Les animateurs s'expriment principalement en kinyarwanda, mais aussi en français. Contrairement à ce que son nom indique, elle n'a pas de chaîne de télévision associée.

### Concept
La RTLM cherche en particulier à séduire les jeunes avec une tonalité conviviale qui rompt avec le style suranné de Radio Rwanda, beaucoup d'ironie et des satires humoristiques, entrecoupées de musique zaïroise entraînante. Elle diffuse aussi régulièrement la musique de Simon Bikindi, dont les textes incitent à la haine contre les Tutsi.
Les animateurs jouent subtilement des animosités et frustrations des Hutu à l'encontre des Tutsi et répandent une propagande virulente contre les Tutsi, les Hutu modérés, les Belges et la Mission des Nations unies pour l'assistance au Rwanda (MINUAR). Les incitations claires au génocide, telles que « Tuez tous les cafards », ne commencent cependant qu'en même temps que celui-ci.
La RTLM connaît un important succès populaire, en particulier chez les jeunes, et crée ainsi une atmosphère hostile aux Tutsi qui prépare le terrain au génocide.

### Équipe
L'équipe compte une dizaine de personnes. Le directeur opérationnel est Phocas Habimana (Ferdinand Nahimana ayant autorité mais n'étant que rarement présent dans les locaux). Le rédacteur en chef est Gaspard Gahigi.
Parmi ses animateurs vedettes, on trouve Valérie Bemeriki, le Belge Georges Ruggiu, Gaspard Gahigi , Noël Hitimana et Kantano Habimana.
Il est estimé que ce dernier, animateur extrêmement populaire, a bénéficié d'environ un tiers du temps d'antenne de la radio, Valérie Bemeriki en ayant eu 17 %, Georges Ruggiu 8 % et Noël Hitimana 5 %.
Parmi les autres animateurs à l'antenne de Radio Mille Collines, on trouve Emmanuel Mbilizi, Emmanuel Nkomati, Emmanuel Rucogoza et Pérpétue Bimenya.

### Pendant le génocide
Dans les jours qui précèdent le début du génocide, il est annoncé à l'antenne de la radio que « le 4 ou le 5, il va se passer un petit quelque chose [...] une petite chose est prévue. Cette petite chose va continuer les jours suivants… Hohoho ! ». Le génocide débute finalement le 6 avril, immédiatement après que l'avion du président Habyarimana a été abattu, vers 20 h 30. Radio Mille Collines diffuse des appels aux meurtres d'une manière explicite et des listes de personnes à exécuter dès 21 h, laissant penser que la radio était un instrument de la planification du génocide.
Au cours du génocide, la RTLM encourage les tueries dans la bonne humeur, indiquant les endroits où des Tutsi se cachent, donnant des noms de personnes à abattre, galvanisant les miliciens pour qu'ils attrapent et découpent les inyenzi et « remplissent les fosses ». Inyenzi, un mot kinyarwanda qui signifie « cafard », « cancrelat », est alors utilisé pour désigner les Tutsi.
Kantano Habimana va jusqu'à se rendre sur les barrages constitués par les miliciens afin de les interviewer.
Le 17 avril 1994, une bombe est lancée sur les locaux de la radio. Noël Hitimana est sérieusement touché à une jambe, dont il sera amputé. Il ne reviendra pas à l'antenne.
Au cours du génocide, le commandant de la Mission des Nations unies pour l'assistance au Rwanda (MINUAR), Roméo Dallaire, et d'autres parties prenantes, demandent que les technologies de brouillage soient utilisées pour bloquer Radio Mille Collines, mais les États-Unis auraient refusé,.
La RTLM est surnommée « Radio Machette » par le Front patriotique rwandais. Elle est aussi parfois surnommée « Radio Télévision La Mort ».

### Fin du génocide et de la RTLM
Les animateurs de la radio fuient Kigali le 4 juillet 1994 lorsque le FPR entre dans la capitale, mettant fin au génocide et provoquant un exode massif de hutus vers le Zaïre.
La RTLM continue pourtant d'émettre via des équipements mobiles jusqu'au 31 juillet 1994. Elle continue pendant cette période d'être écoutée par les Hutu qui fuient le Rwanda pour se réfugier au Zaïre dans la « zone humanitaire sûre », ce qui crée une polémique.

## Postérité

### Rôle dans le génocide
L'historien Jacques Semelin estime que « c'est la première fois qu'un média de masse appelle au meurtre », la RTLM n'ayant pas eu d'équivalent lors d'autres génocides.
De nombreux observateurs considèrent que la RTLM a joué un rôle capital dans le génocide,,. Une étude du Quarterly Journal of Economics estime qu'environ 10 % des crimes commis lors du génocide sont le résultat des messages diffusés sur Radio Mille Collines. Les violences ont été plus importantes dans les zones où la radio était bien réceptionnée. En revanche, une autre étude remet ces résultats en question.

### Condamnations
Trois des associés de la radio, Jean Bosco Barayagwiza, Ferdinand Nahimana et Hassan Ngeze (ancien rédacteur en chef du journal extrémiste Kangura), ont été condamnés en 2003, pour génocide et incitation au génocide, par le Tribunal pénal international pour le Rwanda, à des peines respectives de 35, 30 et 35 ans.
L'animatrice Valérie Bemeriki a également été condamnée, à perpétuité, pour planification de génocide,.
Georges Ruggiu a été condamné en 2000 à douze années de réclusion.
Kantano Habimana est mort de maladie en 1995.
Noël Hitimana est probablement mort en prison en 2002 ou plus tôt.
Lors du procès par la cour d’assises de Seine-Saint-Denis en 2014, Pascal Simbikangwa comparaît pour complicité de génocide et de crimes contre l'humanité. Il admet une raison politique en participant à la création de la RTLM afin de diffuser les opinions politiques des partisans du président hutu Juvénal Habyarimana et également pour un intérêt financier. Valérie Bemeriki témoigne contre Pascal Simbikangwa, qu'elle décrit comme l'un des planificateurs du génocide en venant régulièrement à la RTLM pour s'entretenir avec le directeur de la station et qu'il soutenait les miliciens pendant les massacres en leur donnant des armes, instructions et encouragements,. Il est condamné à vingt cinq années de réclusion criminelle au titre de la « compétence universelle ». En 2016, sa peine est confirmée par la cour d'appel de Bobigny.
Félicien Kabuga est arrêté en France en mai 2020. Il est déclaré inapte à être jugé en juin 2023.

### Dans la culture populaire
Une pièce de théâtre, Hate Radio, de Milo Rau, créée en 2012, s'inspire de Radio Mille Collines,,. Selon France Culture, cette pièce de théâtre vise à souligner l’importance du langage dans l’incitation à la haine et « que l’on tue d’abord avec des mots avant de s’en prendre physiquement aux corps ». Milo Rau fait appel à trois acteurs rwandais pour une question de légitimité mais aussi par contrainte linguistique : une partie de la pièce est en kinyarwanda, une langue uniquement parlée en Rwanda.

## Sources et liens